# 小行星3833
小行星3833（3833 Calingasta）是一颗绕太阳运转的小行星，为火星轨道穿越小行星。该小行星于1971年9月27日发现。

## 轨道参数
小行星3833的轨道半长轴为2.1960015 UA，离心率为0.388。